# Syntomus impressus
Syntomus impressus es una especie de escarabajo de la familia Carabidae.

## Distribución geográfica
Se distribuye por la mitad  sur de Europa, Chipre y el norte de África.

## Taxonomía
Se reconocen dos subespecies:
- S. i. impressus (Dejean, 1825)
- S. i. decorus (Bedel, 1913)